# 영화 편집

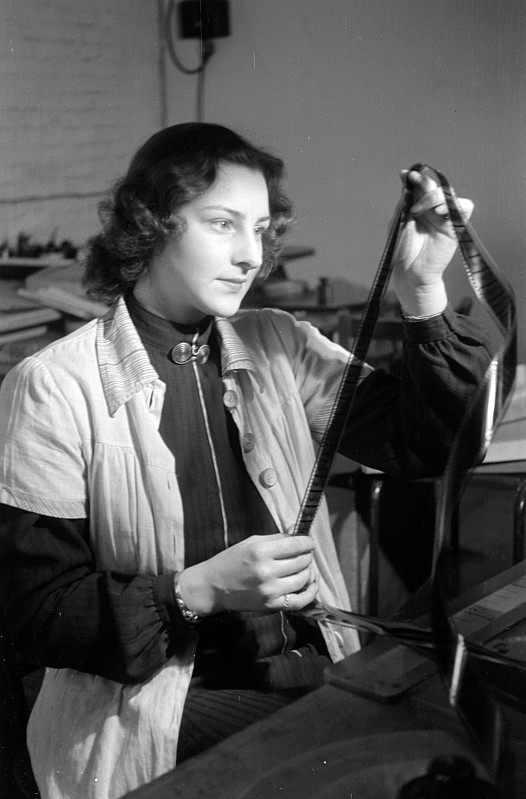
작업 중인 영화 편집자의 모습 (1946년)

영화 편집(映畫編輯)은 영화 제작의 후반 작업에서 시행되는 작업이다. 촬영한 것을 스토리 순서에 맞게 배열한다.
영화 편집은 영화 제작 후반 작업 과정의 창의적이면서도 기술적인 부분이다. 이 용어는 점차 디지털 기술의 사용을 포함하는 전통적인 영화 작업 프로세스에서 파생되었다.
영화 편집자는 원본 영상으로 작업하여 장면을 선택하고 이를 시퀀스로 결합하여 완성된 동영상을 만든다. 영화 편집은 시나 소설 쓰기와 같은 다른 예술 형식의 편집 과정과 밀접한 유사점이 있지만 영화 제작을 이전의 다른 예술 형식과 구분하여 영화에 고유한 예술 또는 기술로 설명된다. 영화 편집은 종종 "보이지 않는 예술"이라고 불린다. 잘 연습하면 보는 사람이 너무 몰입하여 편집자의 작업을 인식하지 못할 수 있기 때문이다.
가장 기본적인 수준에서 영화 편집은 샷을 일관된 시퀀스로 조합하는 예술, 기술 및 실습이다. 편집자의 임무는 단순히 영화 조각을 기계적으로 결합하거나 영화 슬레이트를 잘라내거나 대화 장면을 편집하는 것이 아니다. 영화 편집자는 이미지, 스토리, 대화, 음악, 속도뿐만 아니라 배우의 연기를 효과적으로 "재상상"하고 영화를 재작성하여 응집력 있는 전체를 만들기 위해 창의적으로 작업해야 한다. 편집자는 일반적으로 영화 제작에서 역동적인 역할을 한다.

## 같이 보기
- 180도 규칙
- 30도 규칙
- 푸티지
- 클래퍼보드
- 영화 제작
- 장면 (영화)
- 시퀀스 (촬영술)
- 영상 편집